# Nataly Chilet
Nataly Chilet là một nữ hoàng sắc đẹp đến từ Chile.
Năm 2005, cô đoạt danh hiệu Hoa hậu Trái Đất Chile và đại diện cho nước này tham dự cuộc thi Hoa hậu Trái Đất 2005. Kết quả chung cuộc, cô lọt vào Top 8 người đẹp nhất và giành giải thưởng phụ Hoa hậu Ảnh (Miss Photogenic). Người chiến thắng của cuộc thi năm đó là Alexandra Braun Waldeck, đến từ Venezuela.
Năm 2007, cô tham dự tiếp cuộc thi Hoa hậu Lục địa châu Mỹ (Miss Continente Americano) và lọt vào Top 6 người đẹp nhất. Người chiến thắng của cuộc thi đó là Marianne Cruz, đến từ Cộng hòa Dominican - người sau đó đến Việt Nam tham dự Hoa hậu Hoàn vũ 2008 và đoạt ngôi Á hậu 2.
Năm 2008, Nataly Chilet đăng quang danh hiệu Hoa hậu Thế giới Chile 2008 và đại diện cho nước này tham dự cuộc thi Hoa hậu Thế giới 2008 diễn ra tại Johannesburg, Nam Phi. Cô không có mặt trong Top 15 người đẹp nhất.